# Abgeordnetenkammer (Großrumänien)

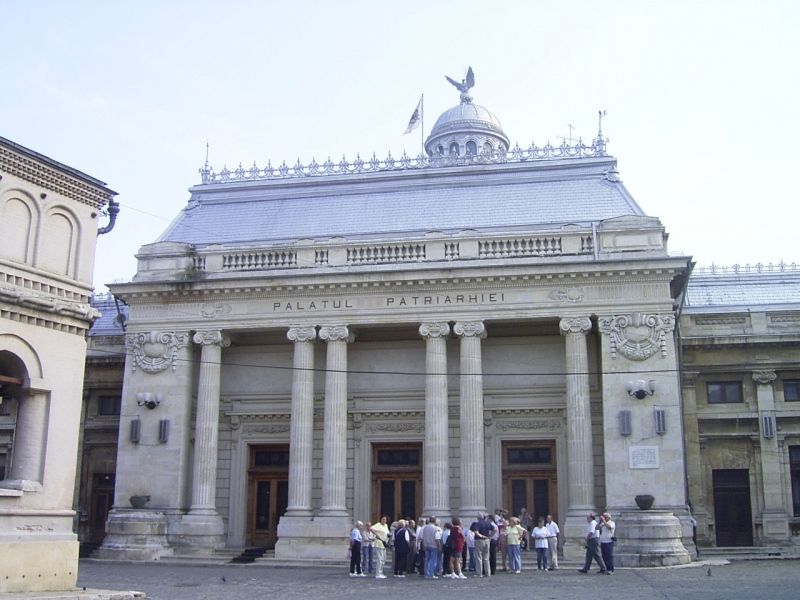
Der heutige Patriarchenpalast in Bukarest, das Gebäude der Abgeordnetenkammer

Die Abgeordnetenkammer (Adunarea Deputaților) war 1919 bis 1940 das Unterhaus des Parlaments des Königreichs Rumänien mit Sitz in Bukarest. Neben der Abgeordnetenkammer bestand im bikameralen Parlament noch der Senat als erster Kammer.

## 1919 bis 1920
In der Pariser Friedenskonferenz 1919 hatte Rumänien umfangreiche Gebietserweiterungen erreicht. Am 2. November 1919 wurden Parlamentswahlen für das nun entstandene Großrumänien durchgeführt. Rechtsgrundlagen waren die Wahlordnung für das alte Königreich und Bessarabien vom 14. November 1918, die Wahlordnung für Siebenbürgen, Banat usw. vom 24. (oder 26.?) August 1919 und die Wahlordnung für die Bukowina vom 24. August 1919.
Die Wahl, zu der Männer ab 25 Jahren das passive Wahlrecht hatten, wurde in 79 Wahlkreisen durchgeführt. Es wurden 568 Abgeordnete gewählt. Darunter waren auch Vertreter der deutschen Minderheit, die landesweit 4,1 % der Bevölkerung ausmachten. Sechs Deutsche wurden auf der Liste der Deutsch-Schwäbischen Volkspartei (DSVP), 14 Deutsche auf der Liste der Deutschen Partei, ein Deutscher auf der Liste der Partidul Populari (PP), ein Deutscher auf der Liste der Partidul Național Liberal (PNL) und drei Deutsche auf der Liste der Partidul Țărănesc (PȚ).
Die Legislaturperiode dauerte vom 20. November 1919 bis zum 25. März 1920.

## 1920 bis 1922
Am 25.–27. Mai 1920, 1. Juni 1920 und 3. Juni 1920 wurden die zweiten Wahlen durchgeführt. Es wurden 369 Abgeordnete in 77 Wahlkreisen gewählt. Bei diesen Wahlen wurden erstmals auch auf der Liste der Partidul Social-Democrat din România (SDPR) drei deutsche Abgeordnete gewählt.

## 1922 bis 1926
Bei den Wahlen am 1. bis 11. März 1922 wurden 387 Abgeordnete in 77 Wahlkreisen gewählt. Das so bestimmte Parlament beschloss am 28. März 1923 die Verfassung Großrumäniens. Die Legislaturperiode dauerte vom 20. Juni 1920 bis zum 23. Januar 1926.

## 1926 bis 1939
Bei den Wahlen 1926 bis 1937 bildete jeder der 71 Distrikte (1933 waren es 72) einen Wahlkreis. Je Wahlkreis wurden 2 bis 20 Mandate vergeben. Rechtsgrundlagen waren neben der Verfassung von 1923 das Wahlgesetz vom 26. März 1926.
| Wahltermin                    | Legislaturperiode        | Mandate |
| ----------------------------- | ------------------------ | ------- |
| 25. Mai 1926                  | 25. Juni 1926 bis 1927   | 387     |
| 7. Juni 1927                  | 1927 bis 1928            | 386     |
| 12. und 15.–19. Dezember 1928 | 1928 bis 1931            | 386     |
| 1. Juni 1931                  | 1931 bis 1932            | 386     |
| 17. Juli 1932                 | 1932 bis 1933            | 386     |
| 20. Dezember 1933             | 1933 bis 1977            | 387     |
| 20. Dezember 1937             | 1937 bis 18. Januar 1938 | 387     |

Am 10. Februar 1938 entließ König Carol II. die Regierung und setzte eine Königsdiktatur ein. An diesem Tag löste der König das Parlament auf. Am 31. März 1938 wurden alle Parteien verboten.

## 1939
Nach dem Parteienverbot wurde die Frontul Renașterii Naționale als einzige Partei zugelassen. Bei den Wahlen am 1. bis 2. Juni 1939 wurden 258 Abgeordnete in 11 Wahlkreisen mit je 5 bis 10 Abgeordneten in drei Berufsgruppen „gewählt“. Darunter waren fünf Deutsche. Das passive Wahlrecht hatten Männer mit einem Mindestalter von 30 Jahren. Rechtsgrundlage der Wahl waren die Verfassung vom 2. Februar 1938 und das Wahlgesetz vom 9. Mai 1939.

## 1939 bis 1940
Vom 7. Juni 1939 bis 6. September 1940 bestand ein ernanntes Parlament. Mit der Machtergreifung der Eiserne Garde unter Ion Antonescu am 4. September 1940 wurde das Parlament aufgelöst.

## Nachkriegszeit
Nach dem Zweiten Weltkrieg und der Eingliederung Rumäniens in den Ostblock wurde eine Rumänische Volksrepublik gebildet. Hier bestand ein Einkammerparlament, die Große Nationalversammlung.